# Pholcus spiliensis
Pholcus spiliensis là một loài nhện trong họ Pholcidae. Loài này có ở Kreta.